# Senyawa

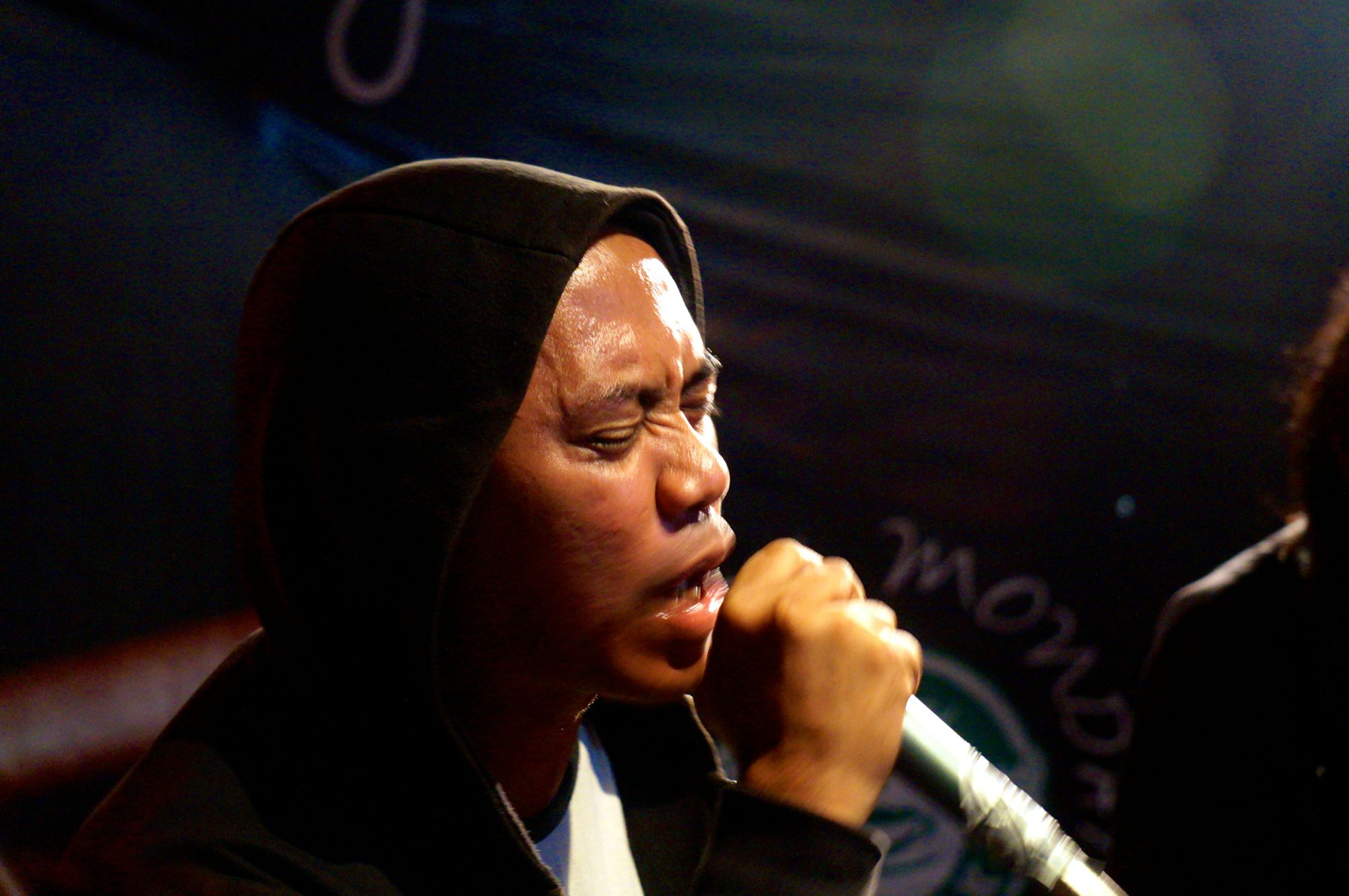
Senyawa Rully Shabara

Senyawa es una banda musical de género hardcore metal de Indonesia, formada en la isla de Java en el 2010. La banda está influenciada con la música folclórica de su país. El sonido neo-tribal de la banda ha sido descrito por mezclar una "actitud punk" con una "estética de vanguardia". Según los críticos, Senyawa ha logrado encarnar los sonidos de la música javanesa mientras exploraban el marco experimental de la práctica de la música, empujando los límites de ambas tradiciones, esto para crear un sonido completamente fuera de este mundo. 
La banda ofrece sus técnicas vocales extendidas. Las líricas de la banda están interpretan en diversas lenguas de Indonesia, incluyendo como el sulawesian, el javanés y bahasa indonesio. La música de Senyawa está proporcionada por los instrumentos musicales de Suryadi, sobre la construcción propia hechas de bambú y herramientas agrícolas tradicionales de las áreas rurales. 
Senyawa ha estado llevando a cabo ampliamente su música por el resto de Asia, Australia y Europa. Ellos han colaborado con músicos reconocidos como Lucas Abela, Yasuke Akai, Jon Sass, Damo Suzuki, Jerome Cooper, Keiji Haino, Melt Banana, Tatsuya Yoshida, Charles Cohen, David Shea y Kazu Ushihashi.

## Discografía
- Live at Grub, MP3, 2011
- Acaraki, LP, 2014
- Redose, 12", 2015 (with Charles Cohen)